# Optant
Optant je prebivalec pokrajine, ki je po vojni pripadla drugi državi, in ima po mednarodnem pravu pravico optirati (lat. optare izbirati, želeti, izbrati med danimi možnostmi), to pomeni uradno izbrati državljanstvo in izjaviti željo prebivati v državi, ki je ozemlje izgubila. Po dogovoru med zainteresiranima državama optant pridobi pravico, da se preseli in pridobi takojšnje državljanstvo, oziroma se ne preseli, a lahko izbira med državljanstvom ene ali druge države. Pravica optiranja je navadno časovno omejena ali celo pogojena na lokalni referendum. Mednarodna pravila ne določajo, komu pripadajo zapuščena ozemlja, zato je ureditev lastninskih pravic predmet dogovora med državama.

## Primeri optiranja
Glavni zgodovinski primeri optiranja so sledeči:
- Po francosko-pruski vojni (1870-71) so se nemške države združile in priključile Alzacijo in severno Loreno, ki sta bili pred vojno del francoskega ozemlja. Prebivalcem, tudi tujcem, je bila dana možnost optiranja. Od skupno 1.597.000 upravičencev se je 49.000 odločilo za francosko državljanstvo, 2.900 optantov in neopredeljeni so postali nemški državljani.[2]
- Po zaključku nemško-danske vojne (1864) so danske vojvodine Schleswig (dansko Sønderjylland) , Holstein in Lauenburg prešle pod Nemce in prebivalcem je bila dana možnost optiranja, vendar še leta 1880 kar 25.000 danskih državljanov (samo v Schleswigu) ni imelo volilne pravice, ker so se šteli za tujce [3]. Približno 4000 otrok, ki so bili rojeni optantom v tem času, je bilo brez državljanstva (apolidi). Šele leta 1907 je bilo tem apolidom dovoljeno, da izberejo dansko ali nemško državljanstvo. V zameno je Danska sprejela politični status quo.[2]
- Po koncu prve svetovne vojne je z versajsko pogodbo (1921) več nemškega ozemlja prešlo pod Poljsko, zato je bila Nemcem dana možnost optiranja. Opcija je bila med sprejemom poljskega državljanstva in odselitvijo. Preselilo se je v Nemčijo okoli 200.000 optantov. Da velikokrat ni šlo za opcijo, temveč za prisiljeno odselitev, priča odlok mestne občine München proti poljskim rezidentom.[4]
- Po prvi svetovni vojni je bilo Zgornje Poadižje (oziroma Südtirol-Južna Tirolska) dodeljeno Kraljevini Italiji in prebivalstvu je bila ponujena možnost optiranja. Opcija je izrecno predvidevala integracijo z italijanskim prebivalstvom (brez priznanja manjšinjskega statusa) ali odselitev v Avstrijo. Optanti so v veliki večini ostali, vendar se niso asimilirali, temveč so ohranili svojo kulturo in jezik.[5] Po vključitvi Avstrije v Tretji Rajh (1938) in po sporazumu z Nemčijo je Italija ponudila novo opcijo, ki je bila namenjena vsem manjšinam tega področja, to je Nemcem, Ladinom, Mohenom in Cimbrom [6], vedno pod istimi pogoji, se pravi odhod ali asimilacija. V naslednjih letih se je izselilo približno 75 tisoč oseb, od katerih se je po vojni povrnilo v Italijo kakih 20 tisoč.[7]
- Posebna vrsta optantov so Italijani, ki so po drugi svetovni vojni odšli iz Jugoslavije. Ker novoustanovljena Jugoslavija še ni imela zakonov v zvezi z etničnimi manjšinami, so se oblasti večkrat odločile za splošno asimilacijo, medtem ko so se pripadniki manjšin množično izseljevali, bodisi iz strahu pred jugoslovansko politiko, bodisi vsled ugodnih pogojev, ki jih je nudila Italija. Tem ljudem ni bila dana možnost uradnega optiranja in se sama dejanska odselitev šteje za zgovoren odgovor na morebitno opcijo. Zato jih jugoslovanske, nato slovenske in hrvaške, oblasti imajo za optante, medtem ko so bili v resnici ideološki begunci (ki se niso strinjali z državno politiko) in ekonomski migranti (ki so iskali ugodnejše življenjske pogoje). Italijani jih ne priznavajo ne kot optante ne kot begunce, temveč jih imenujejo ezuli, to je izgnanci, ki jih je diktatura prisilila na odhod. Vključujejo jih v »istrski eksodus«, ki je vrsta množičnih izselitev Italijanov iz Trsta (1866 - 1918) in pozneje iz Istre in Dalmacije (1943 – 1954). Razni viri prinašajo različne podatke o številu prizadetih: za Italijane je bilo tržaško-furlanskih izgnancev od 35.000 do 100.000 [8] in istrskih beguncev med 250.000 in 270.000 [9]; za Hrvate je samo Istranov bilo 191.421 [10]; poročilo slovensko-italijanske zgodovinsko-kulturne komisije [11] govori o 27.000 italijanskih in 3.000 slovenskih migrantov s slovenskega ozemlja in o 200 do 300 tisoč iz hrvaške Istre in Dalmacije. Kljub tem visokim številkam, primer izseljencev iz Jugoslavije ni bil nikoli mednarodno obravnavan.

Med optante ne spadajo nemško govoreči Kočevarji, ki so se po sporazumu junija 1939 med Hitlerjem in Mussolinijem preselili v mejah nemškega rajha. Ti ljudje namreč niso bili prebivalci pokrajine, ki je prešla pod drugo državo, temveč so bili pred stoletji naseljeni po Kočevskem kot kolonisti, naseljenci, in se niso asimilirali. Razen tega niso nikoli imeli možnosti, da bi uradno, to je z referendumom ali peticijo, izbirali (optirali): iz Nemčije so bili poslani v Slovenijo in po stoletjih so se preselili iz Slovenije v Nemčijo posamično, privatno, kot migranti – oboje brez kakega dogovora med državama. Potomci Kočevarjev niso bili optanti, ker niso optirali, temveč so se enostavno preselili in niso nikoli bili predmet mednarodnega prava ali meddržavnih dogovorov.

## Odškodnina za zapuščena posestva
Večina dogovorov, ki so predvideli možnost optiranja, je ponujala optantom poleg državljanstva tudi ohrano lastninske pravice nad posestvi, ki so jih zapustili pri selitvi. Ni zanesljivih podatkov o poznejši uresničitvi teh obljub. Posebno zanimiv je primer posestev, ki so jih zapustili ubežniki iz Jugoslavije po drugi svetovni vojni. Navadno je bilo zapuščeno imetje podržavljeno in je ostalo na razpolago jugoslovanskim oblastem za preprodajo ali najem. Zadevna vrednost se je štela kot predujem na vojno odškodnino, ki jo je bila dolžna plačati Italija. Bivšemu lastniku (optantu) naj bi zato Italija izplačala protivrednost. Po razpadu Jugoslavije so bili potrebni novi dogovori, tokrat med Italijo na eni strani in Slovenijo ter Hrvaško na drugi. Slednji sta pristali na dodelitev odškodnine prav zato, ker štejeta istrske begunce za optante.

## Istrski eksodus ter njegove družbene in zgodovinske obravnave
V normalnih razmerah človek nikoli ne zapusti svojega doma, kraja svojega odraščanja, prijateljev in sorodnikov, tudi zaradi družinskih korenin in materialnih ter nematerialnih vezi, če zares ni v to prisiljen, iz takšnih in drugačnih razlogov. O t.i. »istrskem eksodusu«, so se na italjanski in slovenski ter hrvaški strani o tem družbenem pojavu po ukinitvi Slobodnega tržaškega ozemlja, tudi med zgodovinarji in še bolj zgodovinopisci razširile preveč poenostavljene razlage, ki sedaj oblikujejo javno mnenje in opredeljujejo zgodovinski spomin. Na eni strani se razlaga, naj bi Istrani (ne glede na svojo nacionalno, etnično ali politično pripadnost) z domov odšli, ker so bili fašisti, ali vsaj pretežno italijansko govoreči, oz. ob spoznanju, da bo večinski del Istre pripadel Jugoslaviji, na drugi strani pa zaradi tega, ker naj bi bili Italijani žrtve jugoslovanskega socialističnega sistema. Kakor vedno in povsod je resnica nekje vmes. V Sloveniji tovrstne migrante vztrajno imenujemo optanti, češ da je bila njihova odločitev sprejeta na osnovi mirovnih pogodb, sami sebe pa dojemajo kot esuli, tj. begunci. Kako kompleksni razlogi se skrivajo za vsakim posameznikom, ki je sprejel težko odločitev, je potrebno večinoma šele spoznati in verodostojno dokumentirati iz pričevanj, ne pa samo govoriti o ideologiji, o ekonomskih razlogih, postavitvi »železne zavese«, o propagandi, upoštevati bi bilo treba še razne oblike verbalnih in tudi bolj sovražnih pritiskov, govoriti o strahu, ksenofobiji, o uporu novi ideologiji in državi, pa tudi o iskanju boljših priložnosti in občutku tujstva v novo nastajajočem družbenem okolju.
Posebno poglavje v zvezi s tem zavzema pogosta nezmožnosti izražanja svoje nacionalne identitete v novi državi, še posebej zaradi dejstva, ker je bila Istra že od nekdaj izredno etnično mešana, v njej je od nekdaj živelo več narodov, menjale so se države in le malokdo v Istri živeči lahko po svojem družinskem drevesu trdi, da pripada zgolj eni narodnosti. Uporabljalo se je tudi več jezikov, enega doma (v večnacionalnih družinah ponekod tudi mešanico italijanščine in slovenščine (t.i. istrskoslovensko narečje) ali hrvaščine), drugega na ulici in pogosto tretjega v uradnih zadevah, v medsebojnem komuniciranju pa je bilo vsaj v obmorskih mestih že od časov Beneške republike razširjeno italijansko Istrskobeneško narečje.